# Chalcionellus tyrius
Chalcionellus tyrius är en skalbaggsart som först beskrevs av Sylvain Auguste de Marseul 1857.  Chalcionellus tyrius ingår i släktet Chalcionellus och familjen stumpbaggar. Inga underarter finns listade i Catalogue of Life.